# Kalnik
Kalnik è un comune della Croazia di 1 611 abitanti della regione di Koprivnica e Križevci.